# Großer Preis von Wien 1966

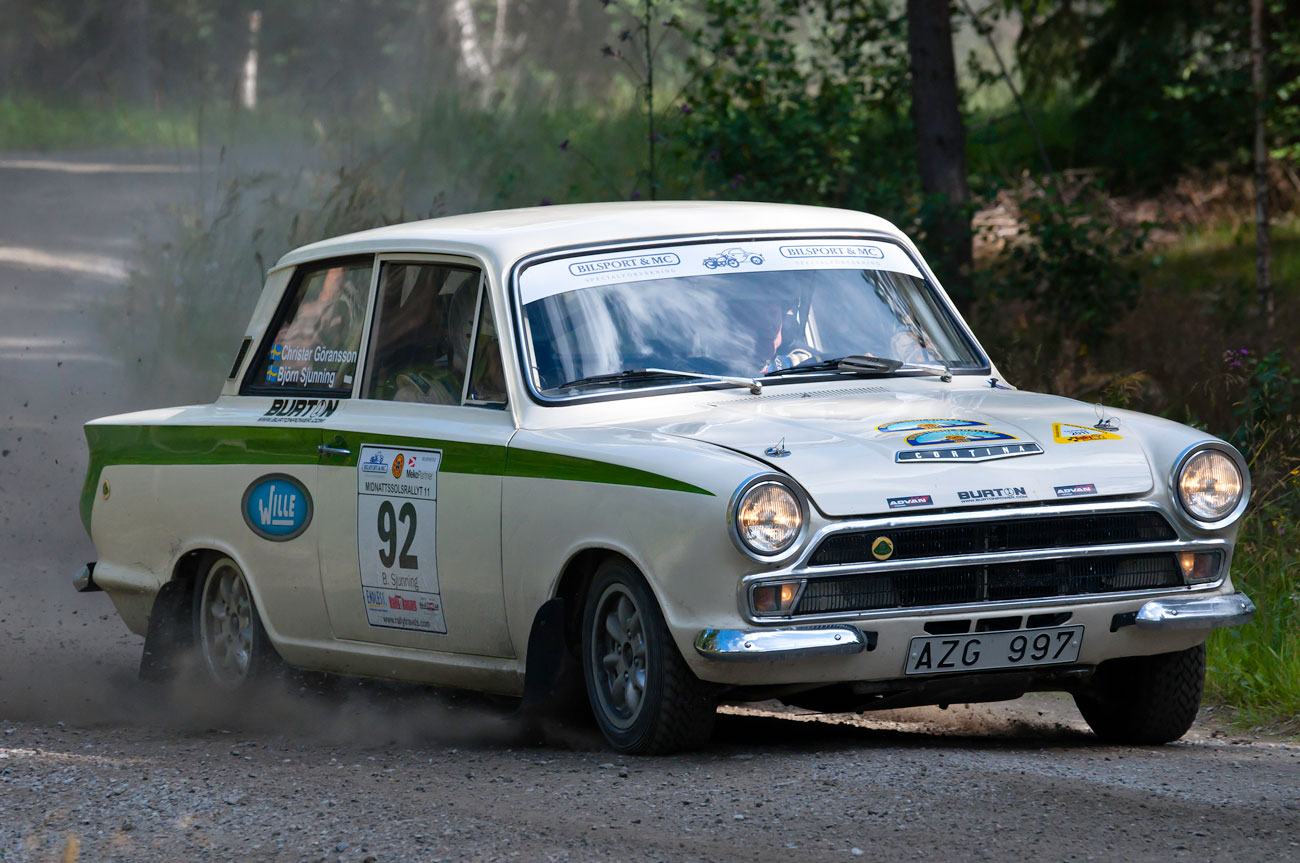
Ford Lotus Cortina Baujahr 1966, Siegerwagenmodell von John Whitmore

Der Große Preis von Wien 1966, auch Curd Barry Gedenkrennen, fand am 17. April auf dem Flugplatzkurs Aspern statt und war der zweite Wertungslauf der Tourenwagen-Europameisterschaft dieses Jahres.

## Das Rennen
Der seit den 1950er-Jahren auf dem Flugplatz von Aspern ausgetragene Große Preis von Wien erhielt 1966 den Status eines Wertungslaufes der Tourenwagen-Europameisterschaft. Die Teilnehmer der Divisionen 1, 2 und 3 trugen ihr Rennen in zwei Wertungen aus, wobei alle Wagen gleichzeitig auf die Strecke gingen. 
Die Division 1 gewann Giancarlo Baghetti im Werks-Fiat-Abarth 1000 TC, nachdem der lange führende Teamkollege Ed Swart nach einem Unfall ausgeschieden war. In den Divisionen 2 und 3 gab es einen Vierkampf zwischen John Whitmore im Ford Lotus Cortina, den beiden Alfa Romeo 1600 GTA von Andrea de Adamich und Roberto Bussinello sowie dem BMW 1800 TISA von Dieter Quester, den Whitemore für sich entschied.

## Ergebnisse

### Schlussklassement Division 1
| 1           | T 1.0 | 39 | Abarth Corse S.p.A. | Giancarlo Baghetti | Fiat-Abarth 1000 TC      | 43 |
| 2           | T 1.0 | 43 | Abarth Corse S.p.A. | Klaus Steinmetz    | Fiat-Abarth 1000 TC      | 43 |
| 3           | T 1.0 | 45 | Don Moore           | Paddy Hopkirk      | Austin Mini Cooper S     | 43 |
| 4           | T 850 | 34 | Abarth Corse S.p.A. | Johannes Ortner    | Fiat-Abarth 850 TC       | 42 |
| 5           | T 1.0 | 40 | Abarth Corse S.p.A. | Johann Abt         | Fiat-Abarth 850 TC       | 42 |
| 6           | T 1.0 | 41 | Abarth Corse S.p.A. | Michael Endress    | Fiat-Abarth 850 TC       | 41 |
| 7           | T 1.0 | 46 | John Aley           | George Cayley      | Austin Mini Cooper S 970 | 40 |
| 8           | T 850 | 36 | Egon Tronegger      | Egon Tronegger     | Steyr-Puch 650 TR        | 35 |
| 9           | T 850 | 30 | Scuderia Torino     | Renzo Druetto      | Fiat 850 Coupé           | 35 |
| Ausgefallen |       |    |                     |                    |                          |    |
| 10          | T 850 | 33 | Abarth Corse S.p.A. | Ed Swart           | Fiat-Abarth 850 TC       |    |
| 11          | T 1.0 | 47 | John Aley           | Rinke van der Feer | Austin Mini Cooper S 970 |    |
| 12          | T 1.0 | 44 | ÖASC                | Walter Pöltinger   | Fiat Abarth 1000 TC      |    |
| 13          | T 850 | 35 | KATC                | Rudolf Kness       | Steyr-Puch 650 TR        |    |

### Schlussklassement Division 2 und 3
| 1               | T 1.6   | 68 | Alan Mann Racing Ltd.                 | John Whitmore       | Ford Lotus Cortina         | 43 |
| 2               | T 1.6   | 65 | Autodelta S.p.A.                      | Andrea de Adamich   | Alfa Romeo 1600 GTA        | 43 |
| 3               | T 2.0   | 82 | Dieter Quester                        | Dieter Quester      | BMW 1800 TISA              | 42 |
| 4               | T 1.6   | 34 | Abarth Corse S.p.A.                   | Roberto Bussinello  | Alfa Romeo 1600 GTA        | 41 |
| 5               | T 1.6   | 67 | Ford Motor Comp. Austria K.G. im ÖASC | Gerhart Greil       | Ford Lotus Cortina         | 41 |
| 6               | T 1.6   | 66 | Autodelta S.p.A.                      | Teodoro Zeccoli     | Alfa Romeo 1600 GTA        | 41 |
| 7               | T 1.3   | 50 | Dan Moore                             | Julien Vernaeve     | Austin Mini Cooper S       | 41 |
| 8               | T 2.0   | 75 | H.F. Squadra Corse                    | Claudio Maglioli    | Lancia Flavia Sport Zagato | 40 |
| 9               | T 1.6   | 60 | Racing Team V.D.S.                    | Maurice Damseaux    | Alfa Romeo 1600 GTA        | 40 |
| 10              | T 1.6   | 61 | Racing Team V.D.S.                    | Serge Trosch        | Alfa Romeo 1600 GTA        | 39 |
| 11              | T 1.3   | 52 | ÖASC                                  | Josef Chalupa       | Morris Mini Cooper S       | 39 |
| 12              | T 2.0   | 79 | Fixo-Flex-Sports-Team                 | Josef Schnitzer     | BMW 1800 TI                | 38 |
| 13              | T 2.0   | 80 | Nikolaus Killenberg                   | Nikolaus Killenberg | BMW 1800 TI                | 38 |
| 14              | T + 2.0 | 88 | Albert Pfuhl                          | Albert Pfuhl        | Mercedes-Benz 300 SE       | 37 |
| 15              | T + 2.0 | 87 | Robert Leysieffer                     | Robert Leysieffer   | Mercedes-Benz 300 SE       | 36 |
| 16              | T 1.6   | 70 | Frami-Racing-Maastricht               | Frans Lubin         | Ford Lotus Cortina         | 35 |
| Ausgefallen     |         |    |                                       |                     |                            |    |
| 17              | T 1.6   | 69 | Alan Mann Racing Ltd.                 | Hubert Hahne        | Ford Lotus Cortina         |    |
| 18              | T 1.6   | 62 | ÖASC                                  | Hans Bauer          | Alfa Romeo 1600 GTA        |    |
| 19              | T 1.6   | 71 | ÖASC                                  | Arthur Blank        | Ford Lotus Cortina         |    |
| 20              | T 2.0   | 78 | Racing Team Holland                   | Hans Koster         | BMW 1800 TISA              |    |
| 21              | T 1.6   | 57 | Scuderia Jolly Club-SRT               | Alessandro Moncini  | Alfa Romeo 1600 GTA        |    |
| 22              | T 2.0   | 81 | Hermann Bischof                       | Hermann Bischof     | BMW 1800 TI                |    |
| Nicht gestartet |         |    |                                       |                     |                            |    |
| 23              | T 1.6   | 69 | Alan Mann Racing Ltd.                 | Peter Procter       | Ford Lotus Cortina         | 1  |
| 24              | T 1.6   | 58 | Scuderia Jolly Club-SRT               | Rob Slotemaker      | Alfa Romeo 1600 GTA        | 2  |

1 Fahrer verletzt, von Hubert Hahne ersetzt
2 Motorschaden im Training

### Nur in der Meldeliste
Hier finden sich Teams, Fahrer und Fahrzeuge, die ursprünglich für das Rennen gemeldet waren, aber aus den unterschiedlichsten Gründen daran nicht teilnahmen.
| Pos. | Klasse  | Nr. | Team                       | Fahrer             | Chassis                    |
| ---- | ------- | --- | -------------------------- | ------------------ | -------------------------- |
| 25   | T 850   | 37  |                            |                    | Fiat 850                   |
| 26   | T 1.0   | 48  |                            |                    | Opel Kadett A              |
| 27   | T 850   | 31  | Jacques Bigrat             | Jacques Bigrat     | Panhard 24 CT              |
| 28   | T 1.3   | 51  | The Vienna Sports Car Club | F. X. Schmöllerl   | Morris Mini Cooper S       |
| 29   | T 1.3   | 53  | ASCT                       | Gernot Langes      | Morris Mini Cooper S       |
| 30   | T 1.3   | 54  | John Aley                  | John Aley          | Morris Mini Cooper S       |
| 31   | T 1.6   | 59  | Scuderia Torino            | Maurizio Reano     | Alfa Romeo 1600 GTA        |
| 32   | T 1.6   | 63  | Squadra Foitek             | Dieter Fröhlich    | Alfa Romeo 1600 GTA        |
| 33   | T 1.6   | 64  | Formel Rennsport-Club      | Hans Olsen         | Alfa Romeo 1600 GTA        |
| 34   | T 2.0   | 76  | H.F. Squadra Corse         | Achille Marzi      | Lancia Flavia Sport Zagato |
| 35   | T 2.0   | 77  | Jürgen Grähser             | Jürgen Grähser     | BMW 1800 TI                |
| 36   | T 2.0   | 82  | Autosportclub18            | Eduard Krackowizer | BMW 1800 TISA              |
| 36   | T + 2.0 | 89  | Stefan Sklenar             | Stefan Sklenar     | Mercedes-Benz 250 SE       |

### Klassensieger Division 1
| Klasse | Fahrer             | Fahrzeug            | Platzierung im Gesamtklassement |
| ------ | ------------------ | ------------------- | ------------------------------- |
| T 1.0  | Giancarlo Baghetti | Fiat-Abarth 1000 TC | Gesamtsieg                      |
| T 850  | Johannes Ortner    | Fiat-Abarth 850 TC  | Rang 4                          |

### Klassensieger Division 2 und 3
| Klasse  | Fahrer          | Fahrzeug             | Platzierung im Gesamtklassement |
| ------- | --------------- | -------------------- | ------------------------------- |
| T + 2.0 | Albert Pfuhl    | Mercedes-Benz 300 SE | Rang 14                         |
| T 2.0   | Dieter Quester  | BMW 1800 TISA        | Rang 3                          |
| T 1.6   | John Whitmore   | Ford Lotus Cortina   | Gesamtsieg                      |
| T 1.3   | Julien Vernaeve | Austin Mini Cooper S | Rang 7                          |

### Renndaten
- Gemeldet: 49
- Gestartet: 37
- Gewertet: 25
- Rennklassen: 6
- Zuschauer: unbekannt
- Wetter am Renntag: Regen
- Streckenlänge: 2,600 km
- Fahrzeit des Siegerteams: 1:00:00,000 Stunden
- Gesamtrunden des Siegerteams: 43
- Gesamtdistanz des Siegerteams: 111,800 km
- Siegerschnitt: 115,734 km/h
- Pole Position: Hubert Hahne – Ford Lotus Cortina (#69) – 1:21,200
- Schnellste Rennrunde: Andrea de Adamich – Alfa Romeo 1600 GTA (#65) – 1:19,200
- Rennserie: 2. Lauf zur Tourenwagen-Europameisterschaft 1966